# سباكة (حرفة)

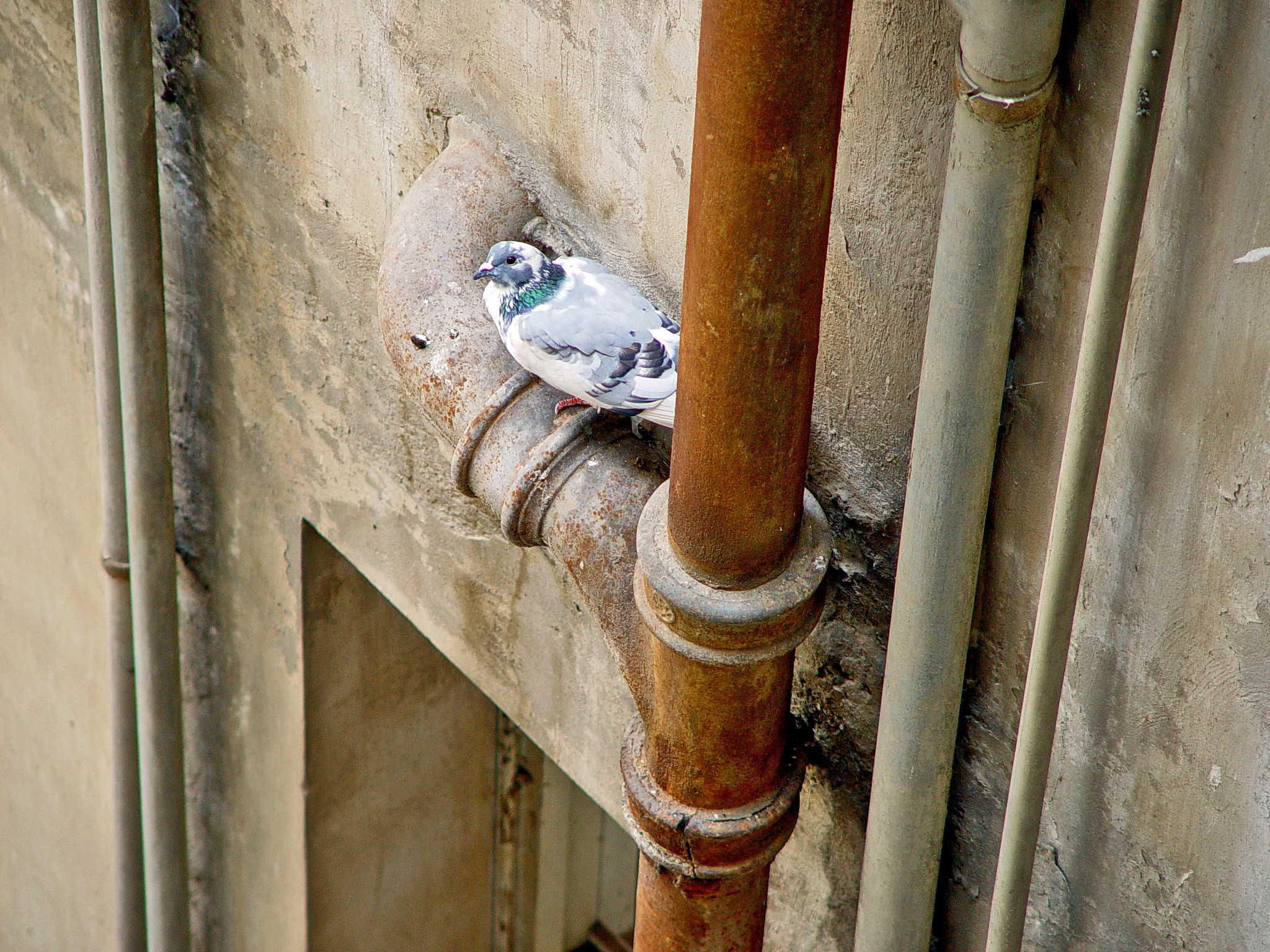
أنابيب المياه والصرف الصحي على السطح الخارجي من أحد المباني في مدينة القدس تم بناؤه عام 1930 تقريبًا

السِّبَاكة أو السَّمْكَرَة أو الرِّصَاصة هي حرفة تركيب نظام أنابيب المياه في المباني لتوزيع مياه الشرب والتدفئة والصرف الصحي. والسباك أو السمكري هو الشخص الذي يقوم بتركيب أو إصلاح أنظمة الأنابيب وتركيبات السباكة والمعدات مثل سخانات المياه. وتُعد صناعة السباكة جزءًا أساسيًا من كل اقتصاد متطور نظرًا للحاجة إلى الحصول على مياه نظيفة وجمع النفايات ونقلها بشكل سليم.
ويطلق اسم السبّاك أو الرّصّاص و«المواسيري» على من يصنع الأنابيب والمواسير لهذا الغرض من الرصاص، وما زال اسم السمكري يطلق على من يصنع الأواني المنزلية والصناعية من الصفائح المعدنية بتشكيلها وقصها ولحمها.

## معلومات تاريخية

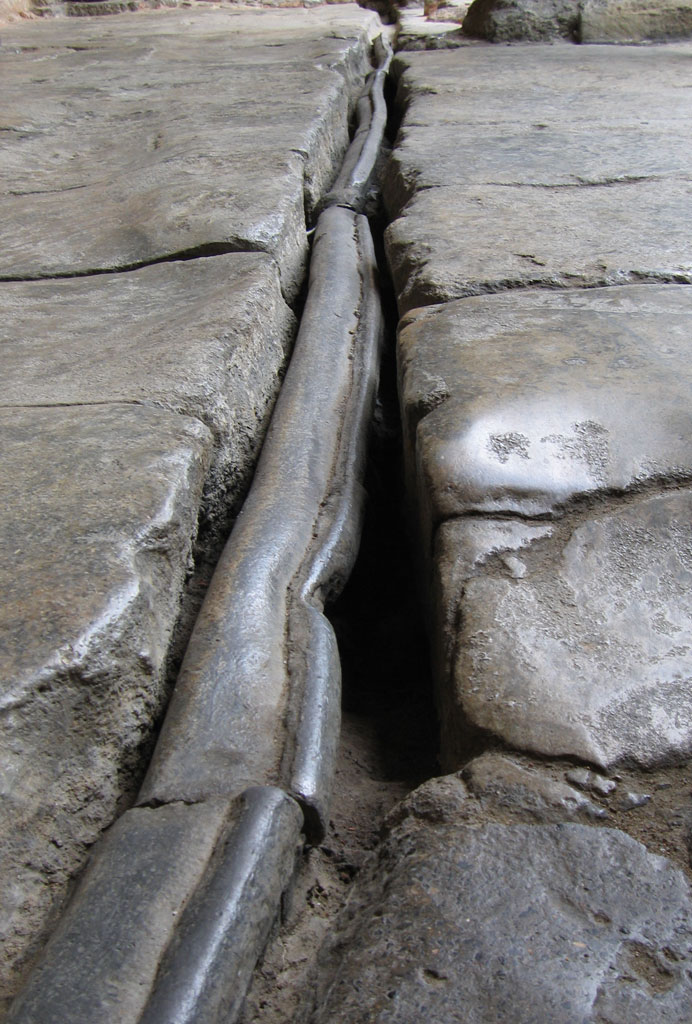
أنبوب من الرصاص من العهد الروماني مغلق بطي حافته، في الحمامات الرومانية في باث، إنجلترا

تعود السباكة إلى الحضارات القديمة فقد وجدت في المدن الإغريقية والرومانية والفارسية والهندية والصينية، فقد طوروا حمامات عامة واحتاجوا لتوفير مياه الشرب وتصريفها. وقد ظهرت أنابيب السباكة الخزفية القياسية ذات الفلجات الواسعة واستخدم الأسفلت لمنع التسربات في المستوطنات الحضرية في حضارة وادي السند حوالي 2700 قبل الميلاد. واستخدم الرومان أنابيب الرصاص لمنع سرقة المياه.
وقد وصلت السباكة إلى قمتها في روما القديمة التي شهدت أنظمة واسعة من القنوات، وطرق تصريف المياه واستخدامًا واسعًا لأنابيب الرصاص. ومع سقوط روما تراجع استخدام تزويد المياه والصرف لأكثر من 1000 سنة. وكان التطور بطيئًا حتى ظهور المدن الحديثة المكتظة بالسكان في القرن التاسع عشر، حيث بدأت السلطات المسؤولة عن الصحة العامة الضغط من أجل تركيب أنظمة أفضل للتخلص من النفايات لمنع أو للوقاية من الأمراض الوبائية. وقد كان نظام التخلص من النفايات سابقًا يتلخص في جمع النفايات وإلقائها في مكبات أو في النهر. وفي نهاية المطاف أدى تطوير أنظمة مياه وصرف صحي منفصلة تحت الأرض إلى القضاء على قنوات الصرف الصحي والبالوعات المفتوحة.
معظم المدن الكبيرة حاليًا تنقل النفايات الصلبة عبر أنابيب إلى محطات معالجة الصرف الصحي من أجل فصل وتنقية المياه جزئيًا قبل صبها في تيارات مائية أو غيرها من المسطحات المائية. وبالنسبة لمياه الشرب، استخدمت الأنابيب المصنوعة من الحديد المغلفن في الولايات المتحدة منذ أواخر القرن التاسع عشر وحتى عام 1960 تقريبًا. وبعد ذلك ساد استخدام الأنابيب النحاسية، حيث استخدم النحاس الطري مع التركيبات المقوسة أولا، ثم جاءت الأنابيب المصنوعة من النحاس الصلب مع التركيبات الملحومة.
وقد تراجع استخدام الرصاص لمياه الشرب بشدة عقب الحرب العالمية الثانية بسبب زيادة الوعي بمخاطر التسمم بالرصاص. وفي ذلك الوقت، استخدمت الأنابيب المصنوعة من النحاس بديلًا أفضل وأكثر أمانًا مقارنة بالأنابيب المصنوعة من الرصاص.
وتستخدم أنظمة توريد المياه في الوقت الحاضر شبكة من المضخات ذات الضغط العالي، والأنابيب التي يتم تركيبها في المنازل الآن تُصنع من النحاس  أو النحاس الأصفر أو البلاستيك أو غير ذلك من المواد غير السامة. ونظرًا للسمية، لم يتم استخدام الرصاص في أنابيب توريد المياه الحديثة منذ ثلاثينيات القرن الماضي في الولايات المتحدة، على الرغم من أن الرصاص كان يُستخدم في لحام أنابيب السباكة الخاصة بمياه الشرب حتى تم حظره في عام 1986. وتتم صناعة خطوط الصرف من البلاستيك أو الصلب أو الحديد الزهر أو الرصاص.

## المواد
اعتمدت شبكات المياه في العصور القديمة على الجاذبية لتوريد المياه، وذلك باستخدام أنابيب أو قنوات مصنوعة عادة من الطين أو الرصاص أو الخيزران أو الخشب أو الأحجار. واستخدمت جذوع الأشجار الخشبية المجوفة المصفحة بأشرطة فولاذية لأنابيب السباكة، وخاصة شبكات المياه. واستخدمت جذوع الأشجار لتوزيع المياه في إنكلترا منذ ما يقرب من 500 عام. وبدأت مدن الولايات المتحدة باستخدامها أيضًا في أواخر القرن الثامن عشر وفي القرن التاسع عشر. وفي يومنا هذا، تصنع أنابيب توريد المياه من الفولاذ والنحاس والبلاستيك؛ ومعظم أنابيب الصرف تصنع من الفولاذ والنحاس والبلاستيك، وحديد الزهر.
يطلق على الأقسام المستقيمة من أنظمة السباكة الأنابيب أو المواسير. وتصنع الأنابيب عادة بالسبك أو اللحام أو البثق. الأنابيب المصنع بالسبك أو اللحما تكون سميكة الجدران وقد تكون ملولبة أو ملحومة، في حين أن المواسير المصنعة بالبثق تكون عادة رقيقة الجدران وتتطلب تقنيات خاصة لوصلها مثل اللحام بالنحاس أو معدات تركيب الأنابيب بالضغط [الإنجليزية]، أو بالثني [الإنجليزية] (التغضين). وتوصل الأنابيب البلاستيكية بلحام بالمذيب.

### الفولاذ
تتوفر الأنابيب الفولاذية المغلفنة المستخدمة لإمدادات مياه الشرب وتوزيعها بأحجام اسمية 3/8«إلى 2». ونادرًا ما تستخدم في وقتنا الحالي في المباني السكنية المنشأة حديثًا. وللأنابيب الفولاذية لولب أنابيب وطني ذكر قياسي يمكن وصله بأنبوب أو صمام أو تجهيزات أخرى ذات لولب مؤنث. الأنابيب الفولاذية المغلفنة مكلفة نسبيًا، وصعبة التركيب والتعامل معها بسبب وزنها وضرورة وجود اللولبة على طرفي الأنبوب. وما زالت شائعة الاستعمال لإصلاح شبكات الفولاذ المغلفن وتلبية متطلبات بعض قوانين البناء المقاوم للاحتراق، كما في الفنادق، والمباني السكنية والتطبيقات التجارية الأخرى. وهي بكل الأحوال متينة للغاية ومقاومة ميكانيكيًا.
ومعظم النظم المنزلية لعائلة واحدة نموذجية لا تتطلب أنابيبًا أكبر من 3/4" بسبب التكلفة وميل الأنابيب للصدأ الداخلي والرواسب المعدنية الداخلية المتشكلة داخل الأنبوب على مر الزمن حالما تتفكك الطبقة المغلفنة الداخلية. وفي خدمة توزيع مياه الشرب، يكون عمر الخدمة حوالي 30 إلى 50 عامًا.

### النحاس
استخدمت الأنابيب النحاسية استخدامًا واسعًا لأنظمة المياه المنزلية في النصف الثاني من القرن العشرين. وفي أوائل القرن الحادي والعشرين، قاد ارتفاع أسعار النحاس للتحول إلى الأنابيب البلاستيكية في الأبنية المنشأة حديثًا.

### البلاستيك
تستخدم الأنابيب البلاستيكية استخدامًا واسعًا لإمدادات المياه للأغراض المنزلية وللصرف الصحي. وتشمل الأنواع الرئيسية: كلوريد متعدد الفاينيل (PVC) الذي أنتجت تجريبيًا في القرن ال19 ولكنه لم يصنع عمليًا حتى عام 1926، عندما طور والدو سيمون من شركة BF غودريش طريقة لتلدين PVC، مما جعله أسهل تصنيعًا. وبدأ تصنيع الأنابيب البلاستيكية الأربعينات من القرن العشرين، واستخدمت استخدامًا واسعًا في أنابيب الصرف الصحي أثناء إعادة بناء ألمانيا واليابان بعد الحرب العالمية الثانية. وفي الخمسينات من القرن العشرين، بدأت الشركات المصنعة للمواد البلاستيكية في أوروبة الغربية واليابان إنتاج أنابيب من أكريلونتريل بوتادين ستايرين (ABS). وقد طورت طريقة لإنتاج متعدد الإيثيلين المتشابك (PEX) أيضًا في الخمسينات من القرن العشرين. وأصبحت الأنابيب البلاستيكية شائعة أكثر فأكثر، مع تنوع المواد والتجهيزات المستخدمة.
PVC / CPVC - أنابيب بلاستيكية صلبة مماثلة لأنابيب PVC المستخدمة للتصريف، ولكن مع جدران أسمك للتعامل مع ضغط مياه البلدية، وقد استخدمت سنة 1970. يجب استخدام PVC للماء البارد فقط، أو للتنفيس. CPVC يمكن استخدامها لمياه الشرب الساخنة والباردة. وتوصل الأنابيب بالمذيبات وفق الشروط.
متعدد البروبيلين PP - يستخدم في المقام الأول في الأدوات المنزلية وتغليف المواد الغذائية، والمعدات الطبية، ولكن أوائل السبعينات من القرن العشرين شهدت زيادة استخدامه في جميع أنحاء العالم للمياه الباردة والساخنة المنزلية على حد سواء. تنصهر أنابيب PP بالحرارة، وولا يصلح استخدام الغراء أو المذيبات أو الوصل الميكانيكي. وغالبا ما تستخدم أنابيب PP في مشاريع المباني المستدامة.
متعدد البوتيلين تيرفثالات PBT - وهو أنبوب بلاستيكي مرن (بلون رمادي أو أسود عادة) ويوصل بوصلات محززة ويثبت باستخدام حلقات نحاسية حابسة. تستخدم خراطيم متعدد البوتيلين PB ومتعدد البوتيلين تيرفثالات PBT في الأماكن المكشوفة.
متعدد الإيثيلين المتشابك PEX - يوصل ميكانيكيًا باستخدام وصلات محززة وحلقات حابسة نحاسية أو فولاذية.

## المكونات

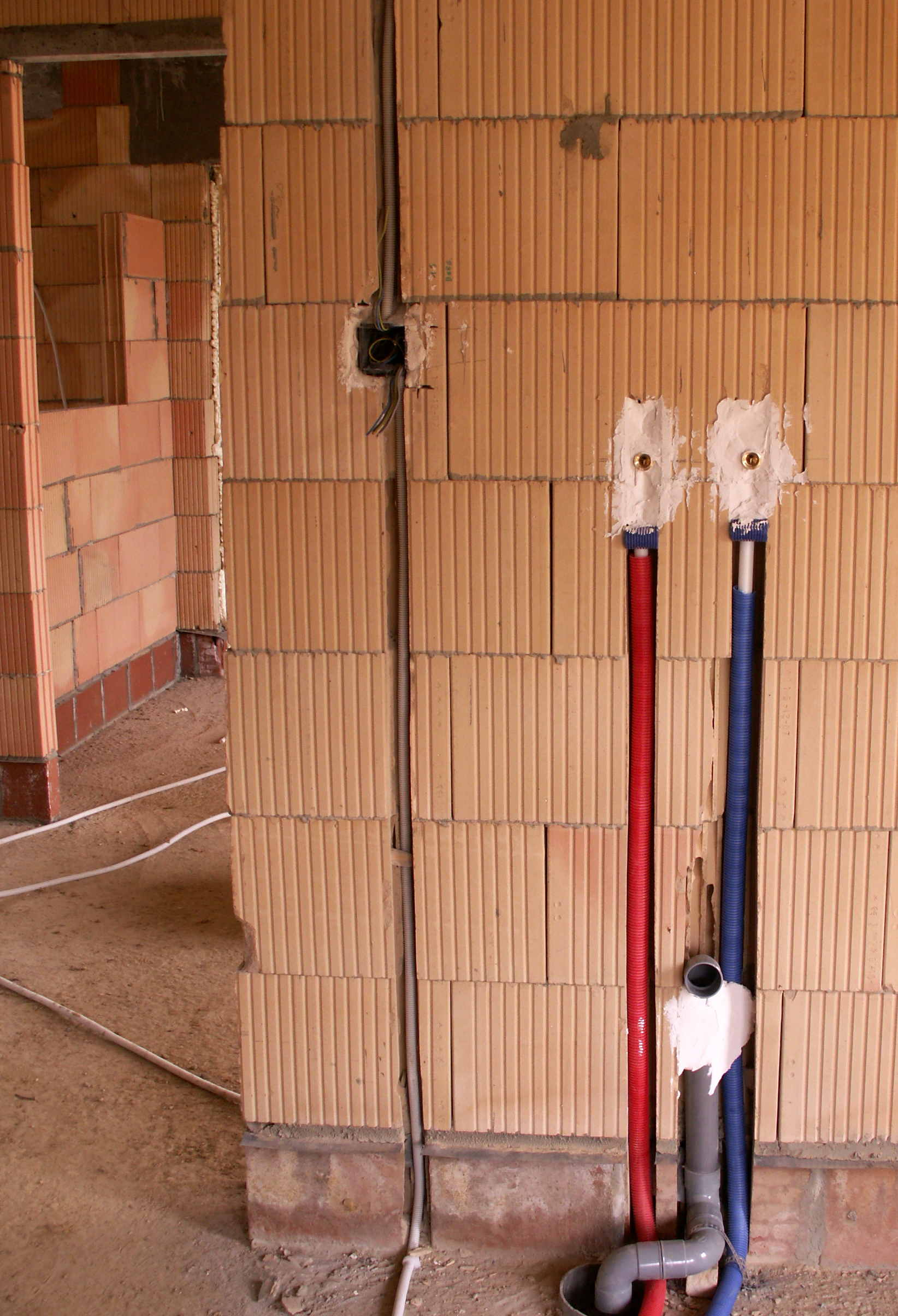
أنابيب يتم وضعها لبالوعة

بالإضافة إلى أطوال المواسير أو الأنابيب، تُستخدم تجهيزات الأنابيب في أنظمة السباكة مثل الصمامات والوصلات المرفقية والوصلات. ويتم تثبيت الأنابيب والتجهيزات في مكانها باستخدام شماعات الأنابيب والشرائط.
تركيبات السباكة هي الأجهزة القابلة للاستبدال التي تستخدم المياه والتي يمكن توصيلها بنظام السباكة الخاص بأحد المباني. وهذه تُعتبر «تركيبات» من حيث كونها أجزاء شبه دائمة من المباني، لا يتم عادة تملكها أو الاحتفاظ بها بشكل منفصل. ويتم تصميم تركيبات السباكة لفائدة المستخدمين النهائيين. وبعض الأمثلة على التركيبات تشمل دورات المياه (المعروفة أيضًا باسم المراحيض) والمباول والشطافات ومرشات الاغتسال وأحواض الاستحمام وأحواض المرافق والمطبخ والحنفيات العامة للشرب وصانعات الثلج والمبللات والغسالات الهوائية والنافورات ومحطات غسل العين.

### أدوات القفل بإحكام
يتم غلق روابط الأنابيب باستخدام شريط غلق أو مشحم الأنابيب. ويتم غلق العديد من تركيبات السباكة على أسطح التثبيت الخاصة بها باستخدام معجون السباك.

## المعدات والأدوات
تتضمن معدات السباكة أجهزة غالبًا ما تكون مخفية داخل الجدران أو في الأماكن المخصصة للمرافق والتي لا يراها عامة الناس. وتتضمن هذه المعدات عدادات المياه أو المضخات وصهاريج التخزين وحواجز الارتجاع ومرشحات المياه ومصابيح التعقيم بالأشعة فوق البنفسيجية ومطهرات المياه وسخانات المياه والمبادلات الحرارية والمقاييس وأنظمة التحكم.
تتضمن أدوات السباكة المتخصصة مفاتيح ربط الأنابيب والكماشات وأدوات الربط مثل مشاعل اللحام وأدوات الثني. وتم تطوير أدوات جديدة لمساعدة السباكين على إصلاح المشاكل بشكل أكثر كفاءة. على سبيل المثال، يستخدم السباكون كاميرات فيديو لفحص التسربات أو المشكلات غير الظاهرة كما يستخدمون الطائرات المائية ومضخات هيدروليكية عالية الضغط متصلة بكابلات من الصلب لاستبدال خط المجاري.

## الأنظمة

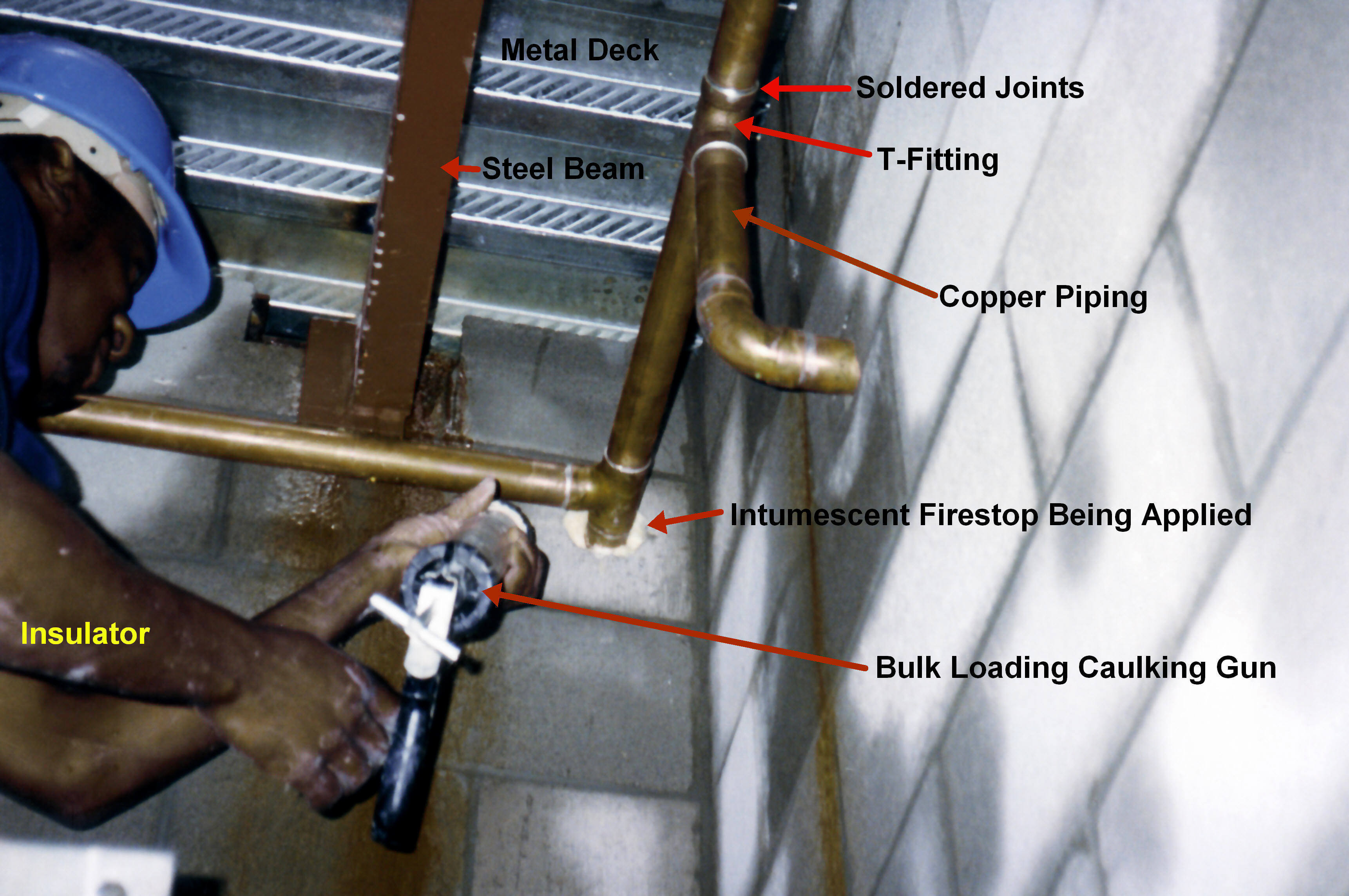
نظام أنابيب نحاسية في أحد المباني مع نظام مكافحة الحرائق (firestop) أثناء تركيبه بواسطة عازل كهربائي فانكوفر، كندا

الفئات الرئيسية لأنظمة السباكة أو الأنظمة الفرعية للسباكة هي:
- إمداد ماء الحنفية البارد والساخن الصالح للشرب
- شبكة تهوية صرف السباكة
- أنظمة الصرف الصحي
- نظام تصريف مياه الأمطار والمياه السطحية
- أنابيب غاز الوقود

لفائدتها البيئية وتوفيرها للطاقة بشكل كبير، يتم تركيب وحدات إعادة تدوير المياه الساخنة في المباني السكنية. وقد زادت المخاوف البيئية ونقص المياه من الاهتمام بأنظمة استرداد ومعالجة المياه الرمادية.
وقد تتضمن السباكة أيضًا الأنظمة الهيدرونيكية، التي تنطوي على أنظمة تدفئة وتبريد باستخدام المياه لنقل الطاقة الحرارية. ونظام البخار لمدينة نيويورك يُعد مثالاً لنظام تدفئة المناطق الكبير.

## مكافحة الحرائق

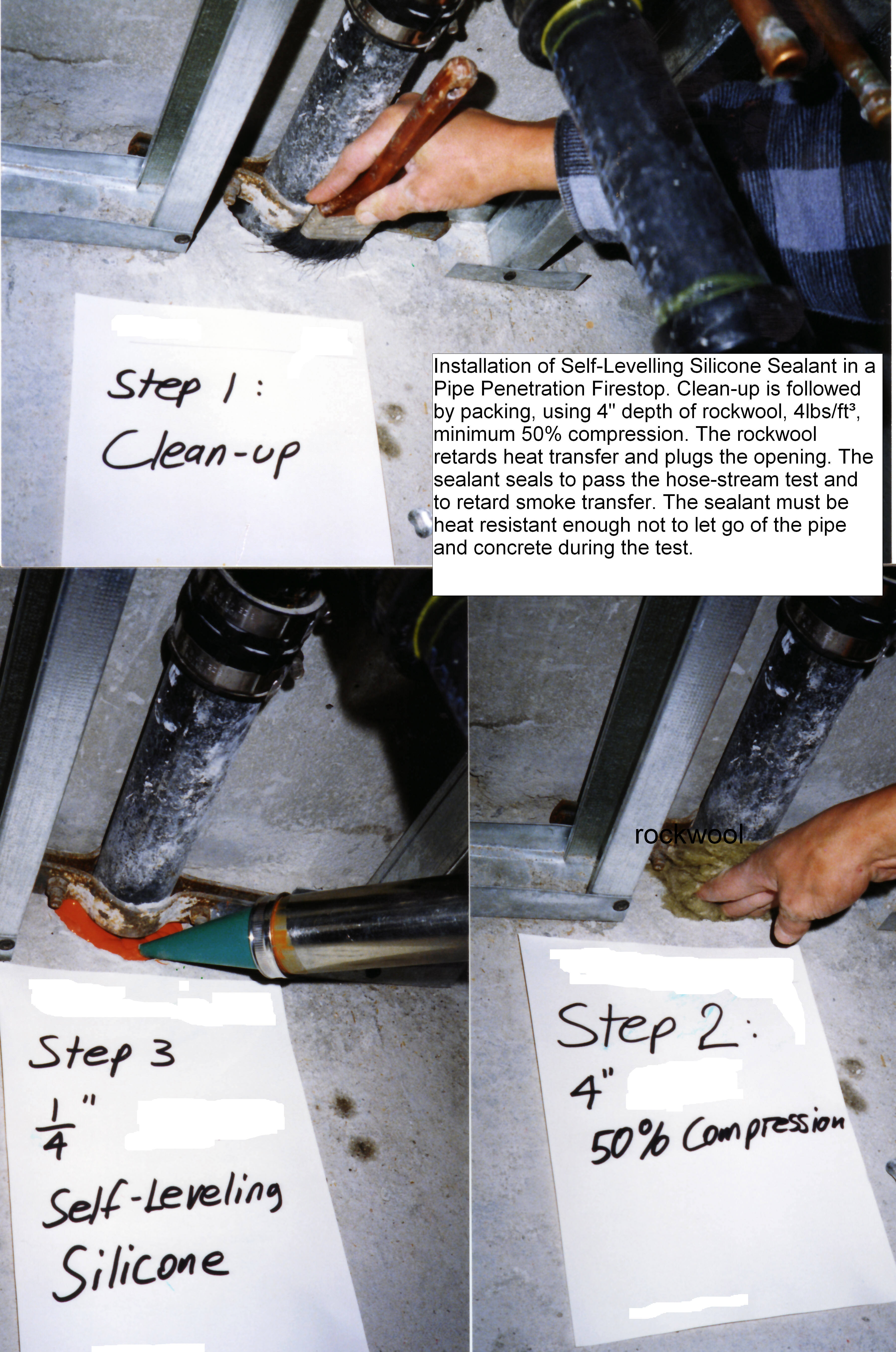
تركيب مانع الحرائق من السيليكون ذاتي التسوية في اختراق الخدمة الميكانيكية في أرضية 2 مصنفة بمقاومة الحرائق لمدة ساعتين من الخرسانة

تُستخدم أنظمة الحماية من الحرائق على نطاق واسع في المباني التجارية والسكنية، وهذه الأنظمة قد تكون عبارة عن أنظمة بسيطة للغاية أو أنظمة متكاملة والتي، بعيدًا عن طرق أجهزة استشعار الحرائق وطفايات الحرائق التي تقوم على رش سوائل كافية، تتضمن استخدام المواد التي تحتوي على معاملات ذات مقاومة عالية للحرائق من شأنها تأخير انتشار الحريق.
وتخضع هذه المواد واستخدامها للتنظيم بموجب معايير محددة تستخدمها كل من الشركات المصنعة في عملية التصنيع (على سبيل المثال، الكابلات الكهربائية المقاومة للاحتراق) ومقدمي الخدمة أثناء عمليات تنفيذ الأنظمة وتجميعها في الميدان.
ونظرًا لأنه في بعض الأحيان يتعين عبور أنبوب أو أي جزء ميكانيكي آخر من خلال أحد الجدران أو الأرضيات التي تحتوي على مادة عازلة ضد الحرائق أو تكون ذات مقاومة خاصة للحرائق، فإنه ينبغي عندئذٍ استعادة المستوى الأصلي من الأمان الخاص بنظام مقاومة الحرائق في حالة الصيانة أو للوصول إلى المستوى المحدد من الأمان، من أجل تجنب أو تأخير انتشار اللهب والدخان والحرارة.
ومقاومة الحرائق (Firestopping) هي عبارة عن تقنية يتم استخدامها في هذه الحالات، وتكون مطلوبة عندما تخترق المخترقات الجدران والأرضيات المصنفة بمقاومتها للحرائق أو أغشيتها. وعادة ما يتم إنجاز هذا العمل في جميع أنحاء العالم بواسطة مقاولين من الباطن متخصصين في أعمال العزل و/أو مقاومة الحرائق.

## التنظيم

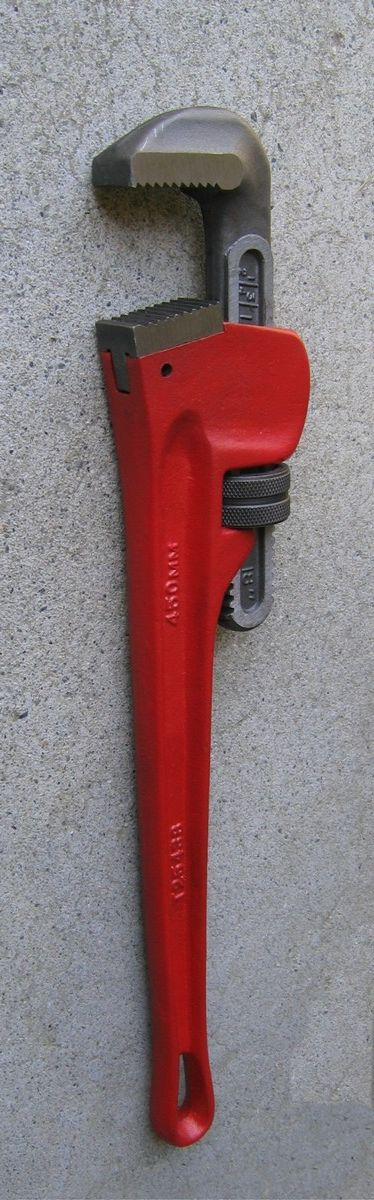
مفتاح أنابيب لربط الأنابيب وفكها.

يخضع الكثير من أعمال السباكة في المناطق المأهولة بالسكان للتنظيم من قِبل الوكالات الحكومية أو شبه الحكومية بسبب تأثير السباكة المباشر على صحة الناس وسلامتهم ورفاهيتهم. وبصفة عامة يجب القيام بأعمال تركيب السباكة وصيانتها في المباني السكنية وغيرها من المباني الأخرى وفقًا لقوانين السباكة والأبنية وذلك لحماية سكان المباني وضمان جودة وأمان البناء للمشترين في المستقبل. وإذا كانت هناك حاجة لتصاريح العمل، يقوم مقاولو السباكة عادة بالحصول عليها من السلطات بالنيابة عن ملاك المنزل أو المبنى.
وفي المملكة المتحدة فإن الهيئة المهنية المعنية هي المعهد القانوني لهندسة السباكة والتدفئة (مؤسسة خيرية تعليمية) وصحيح أن هذا المجال لا يزال غير خاضع للتنظيم تقريبًا؛ فليست هناك أي أنظمة لمراقبة ورصد أنشطة السباكين غير المؤهلين أو ملاك المنازل الذين يختارون القيام بأعمال التركيبات والصيانة بأنفسهم، على الرغم من مشكلات الصحة والسلامة التي تنشأ عن مثل هذه الأعمال عند القيام بها بشكل غير صحيح؛ انظر الجوانب الصحية للسباكة (HAP) الذي شارك في نشره منظمة الصحة العالمية (WHO) والمجلس العالمي للسباكة (WPC). وفق وقت لاحق عين المجلس العالمي للسباكة مندوبًا له في منظمة الصحة العالمية لمتابعة المشروعات المتنوعة المتعلقة بالجوانب الصحية للسباكة.